# Snow Cruiser

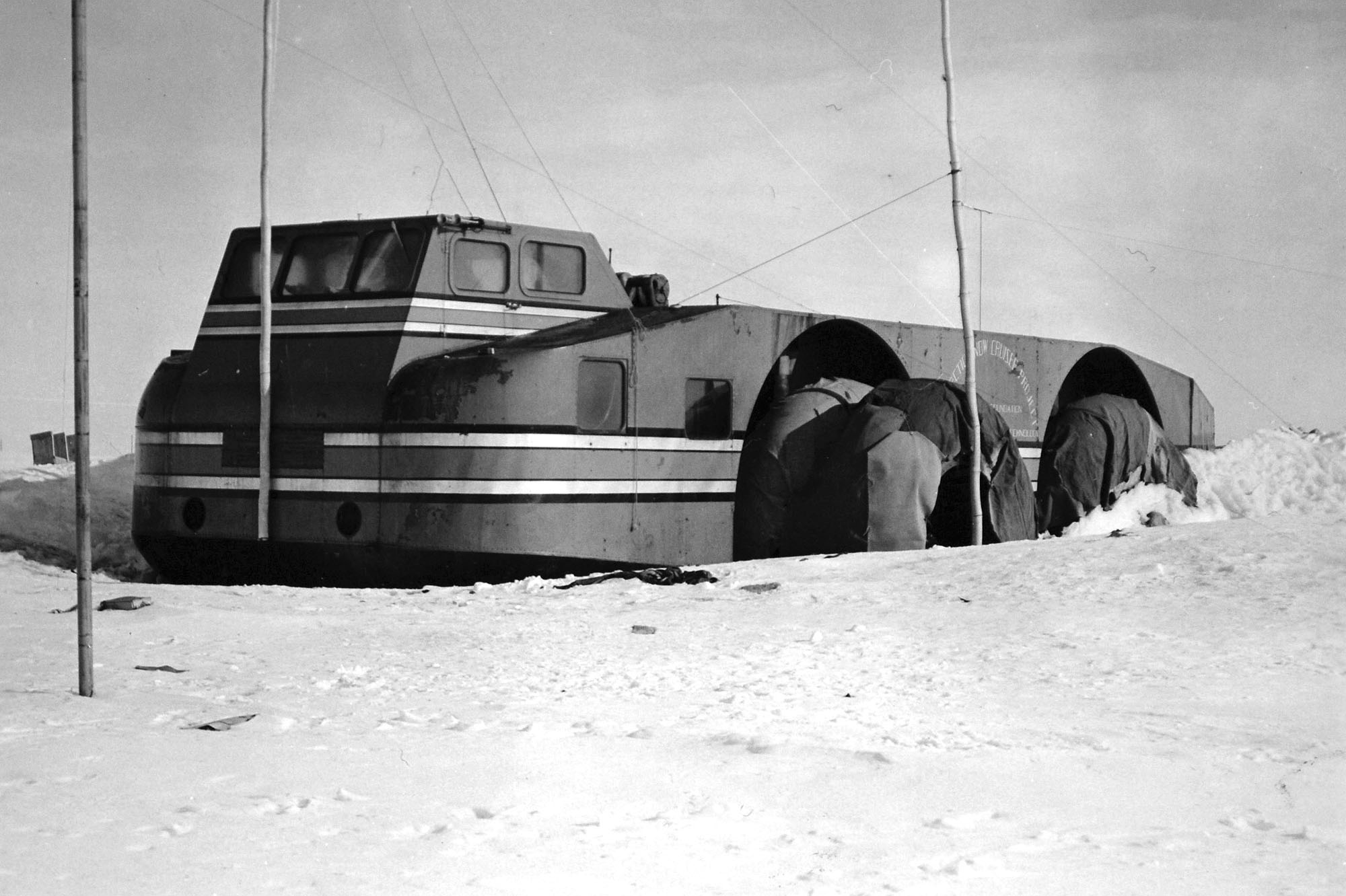
Der aufgegebene Snow Cruiser (22. Dezember 1940)

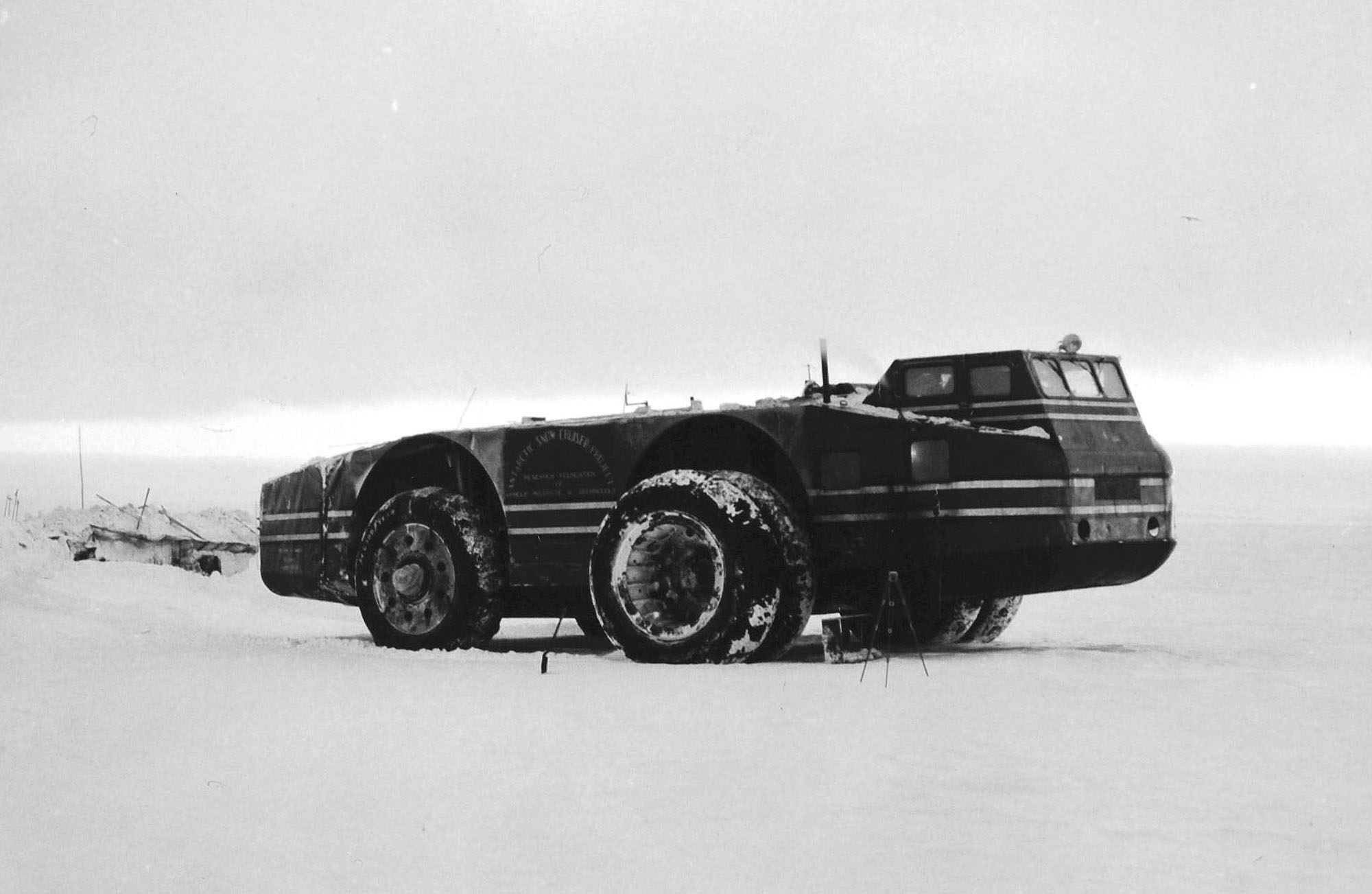

Bei dem Snow Cruiser handelt es sich um ein großes Radfahrzeug für schneebedeckten Untergrund, das für die United States Antarctic Service Expedition (1939–1941) gebaut wurde. Der Snow Cruiser sollte dabei nicht nur als Transportmittel fungieren, sondern auch als mobile Forschungsstation mit im Fahrzeug selbst befindlichen Wohn- und Arbeitsbereichen für seine Besatzung. Über die schräg abwärts verlaufende Heckpartie des Snow Cruisers sollte das auf dem Dach mitgeführte Flugzeug auf zum Starten geeignete Eisflächen heruntergelassen werden. Das Projekt wurde von Thomas C. Poulter und Admiral Richard Evelyn Byrd geleitet und scheiterte, da der Snow Cruiser im praktischen Anwendungsfall nicht in der Lage war, selbst kleinste Erhebungen zu überwinden. Man war schlicht nicht in der Lage gewesen, die Witterungsverhältnisse der Antarktis in den USA zu simulieren. Der Snow Cruiser wurde aufgegeben.

## Entstehungsgeschichte

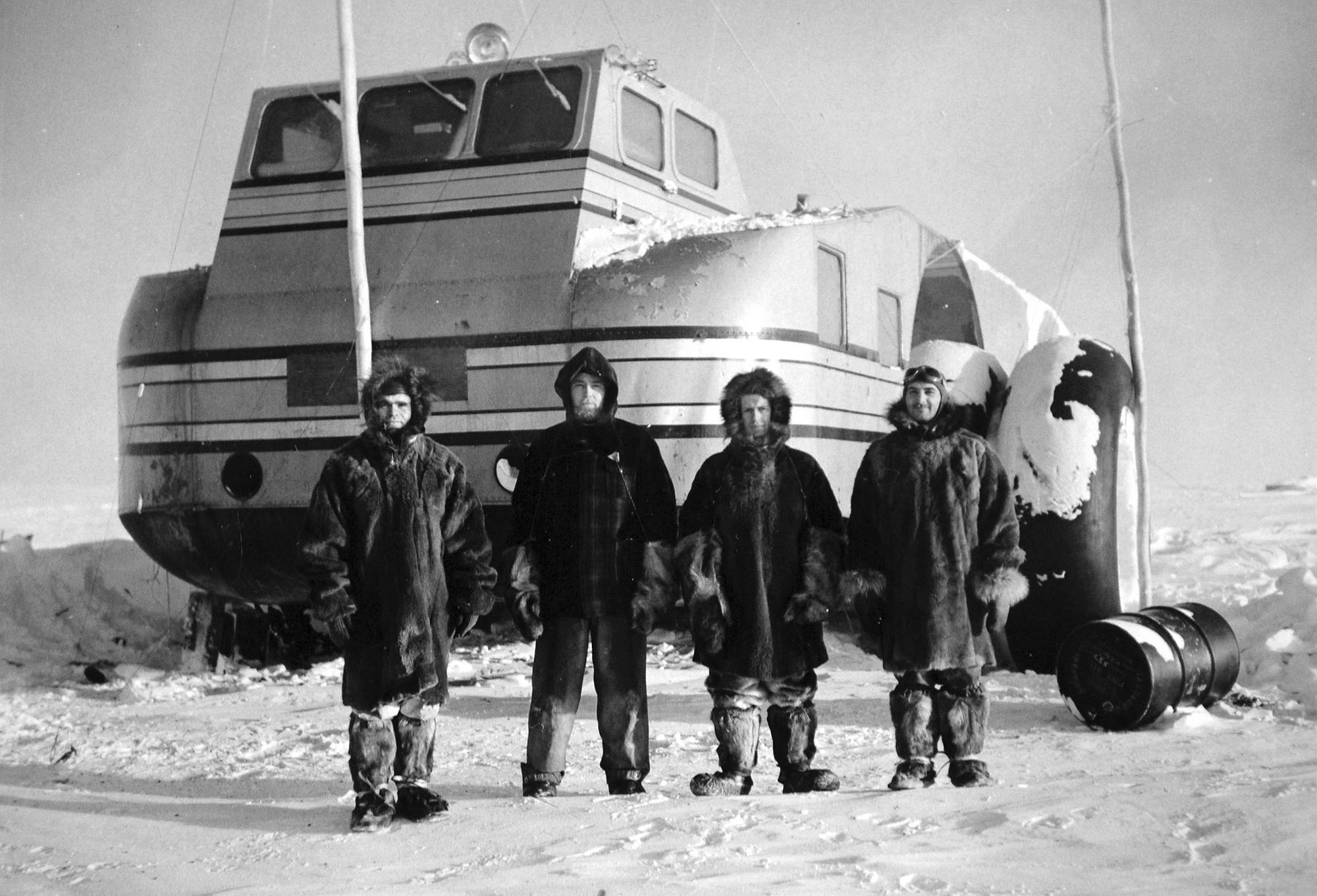
Der Antarctic Snow Cruiser und seine Besatzung (von links: C. W. Griffith (Mechaniker), Dr. Franklin Alton Wade (Kommandant), Sergeant Felix L. Ferranto (Funker); Theodore Argyres Petras (Pilot))

Eine Antarktisexpedition, bei der Admiral Byrd beinahe ums Leben kam, jedoch von Poulter gerettet wurde, gilt als Geburtsstunde des Snow Cruisers. Hier kam Poulter erstmals die Idee, ein solches Fahrzeug zu bauen. Zurück in den USA setzte er dieses Vorhaben dann in die Tat um.
Mit dem Bau des Snow Cruisers wurde im August 1939 in Chicago, Illinois begonnen. Man hatte elf Wochen Zeit, um nach den Plänen ein fertiges Fahrzeug zu bauen. Nach seiner Fertigstellung wurde es nach Boston, Massachusetts gebracht, getestet und für den Transport in die Antarktis auf die North Star verladen.
Am 12. Januar 1940 erreichte das Schiff die Bay of Whales und damit den antarktischen Kontinent. Hier wurde das riesige Gefährt über eine eigens dafür konstruierte Rampe vom Schiff geladen. Die Rampe brach jedoch unter der Last des Fahrzeuges zusammen. Dennoch gelang es schließlich, das Fahrzeug an Land zu bringen.

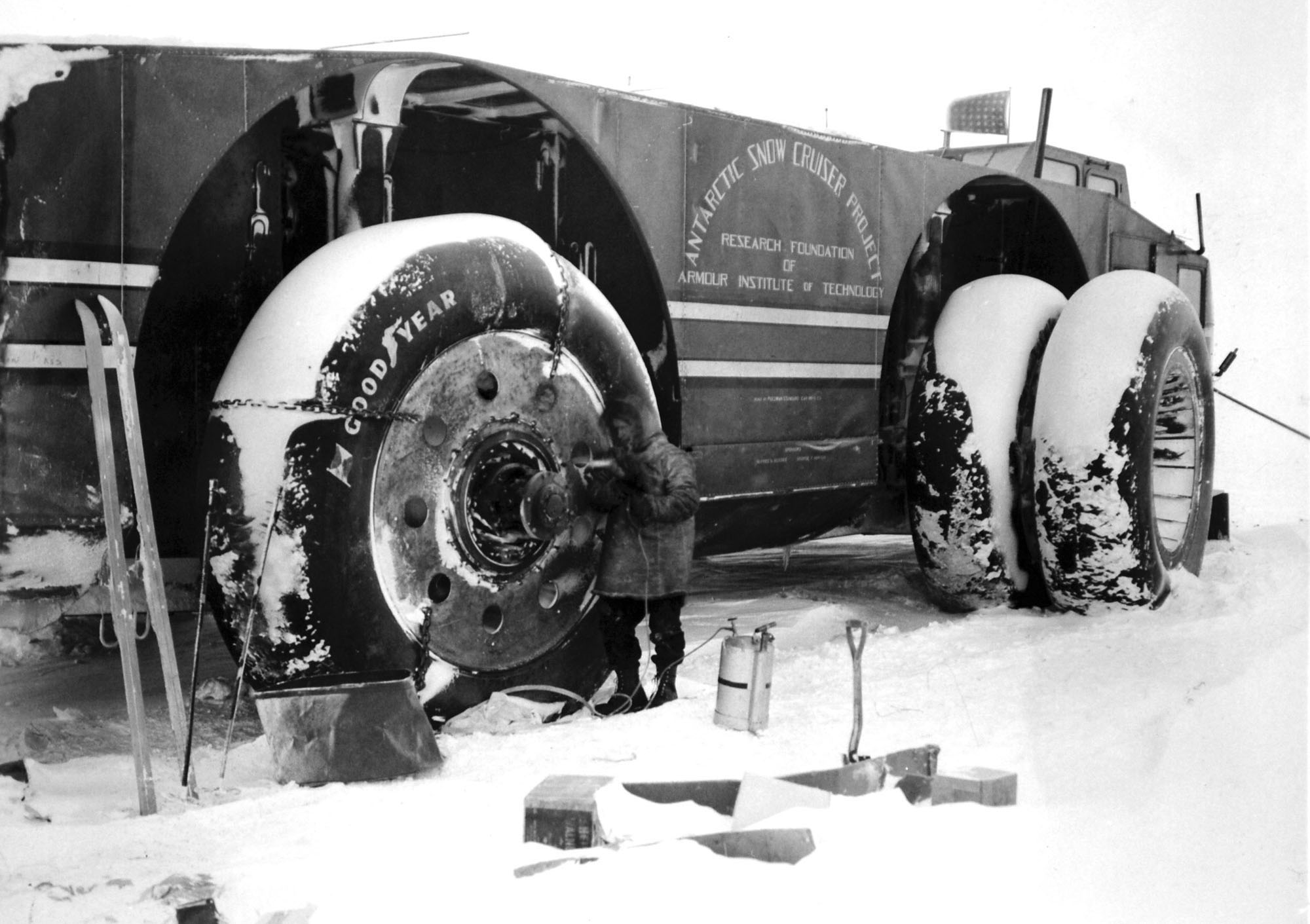
Der Snow Cruiser im August 1940 (deutlich sind die nahezu profillosen Reifen zu erkennen)

Zu den an das Fahrzeug gestellten Anforderungen gehörte unter anderem, dass bis zu fünf Meter breite Gletscherspalten überquert werden sollten. Der Snow Cruiser erfüllte jedoch die Anforderungen nicht, sank im Schnee ein und hatte selbst bei kleinsten Steigungen Anfahrtsprobleme. Selbst nach einigen Änderungen am Fahrzeug konnten keine Verbesserungen der Fahrleistungen erzielt werden. Daraufhin wurde das Projekt aufgegeben und der Snow Cruiser kurzerhand in der Antarktis zurückgelassen.

## Vergleichbare Entwicklungen
Mit der Charkowtschanka nutzte die sowjetische Antarktisforschung seit den 1950er Jahren ein dem Snow Cruiser insofern ähnliches Fahrzeug, als es sich ebenfalls um ein für Langstreckentransporte in der Antarktis geeignetes Gefährt handelte, bei dem Wohn- und Arbeitsräume in das Fahrzeug integriert waren. Im Unterschied zum Snow Cruiser war die Charkowtschanka jedoch ein deutlich kleineres Kettenfahrzeug, das auf der Grundlage eines erprobten Serienfahrzeuges entwickelt worden war.

## Technische Spezifikationen
| Maschinen              | Zwei 6-Zylinder-Cummins-H-6-Dieselmotoren   |
| Antriebsmotoren        | Vier General Electrics mit je 56 kW (75 PS) |
| Höchstgeschwindigkeit  | ca. 50 km/h                                 |
| Länge                  | 15,4 m                                      |
| Höhe                   | 4,4 m                                       |
| Breite                 | 5,25 m                                      |
| Gewicht (voll beladen) | 34 t                                        |
| Reichweite             | ca. 8000 km                                 |
| Leistungsgewicht       | 6,59 kW/t (8,8 PS/t)                        |